# Uzoni református templom
Koordináták: é. sz. 45° 47′ 58″, k. h. 25° 50′ 51″45.799444°N 25.847500°E

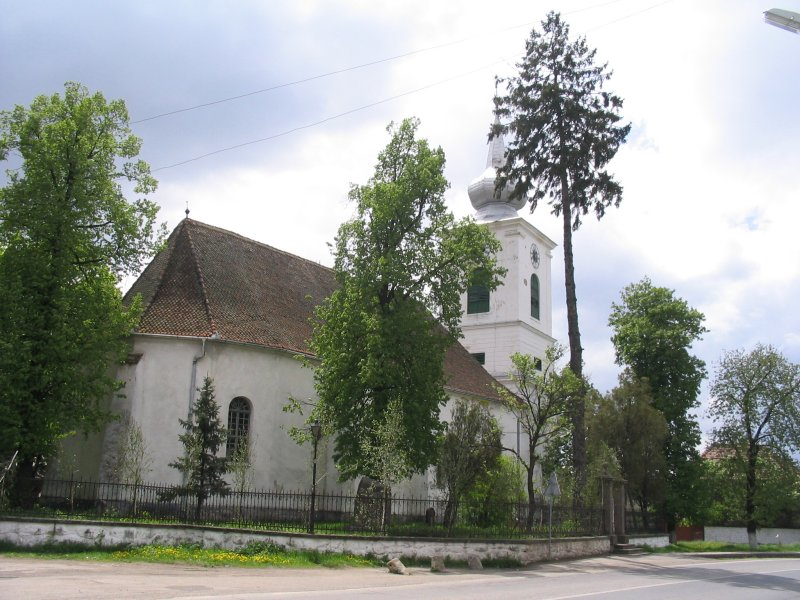
Az uzoni református templom

Az uzoni református templom a falu központjában látható. Egykor  azon a helyen magas védőfallal körülvett középkori templom állott. A vár bejárata a templomtól külön épült torony alatt nyílott.

## Története
A települést az 1332. évi pápai tizedjegyzékben Uzun néven említették. Az 1567-es regestrumban szereplő Wzom falu 68 kapuval volt bejegyezve, így Háromszék egyik népes  településének számított.
1614-ben a Bethlen-féle lustrában, később az 1635. évi I. Rákóczi György rendeletére készített összeírás idején a lakosság többsége a szabad székelyekhez tartozott.
Első román kori templomának létére a pápai tizedjegyzék utal, amelynek helyére a 15. században gótikus stílusban felépítették a magas várfallal körülvett középkori templomot.
A templomvár ostromáról és pusztításáról, a korabeli dokumentumok is beszámoltak, többek között azt is feljegyezték, hogy 1612. karácsonya után Michael Weiss brassai királybíró csapataival az uzoni templomvárat megtámadta. Nagy Szabó Ferenc Memoriáléjában így írt az eseményről:
... a brassaiak öreg ágyukkal kijövének és megronták Uzonnak kastélyát, és megvevék a füst alatt, mig a székelységnek és a fejedelemnek hire lön benne: és felprédálák és magokat levágák s békével bémenének Brassóba és ott kótyavetyét hányának.
Egyes följegyzések szerint 1704-ben nagy tűzvész pusztított végig a falun, amely a templomvárra is átterjedt, a „drága szépségű” templom is akkor pusztult el, a romladozó várfal még átvészelte a viharos eseményeket. Más dokumentumokban az olvasható, hogy a templom és a várfal az 1704-es labanc támadás alkalmával rongálódott meg.
1706-ban egy újabb ostrom következtében az épületegyüttes állapota tovább romlott. Tüdős S. Kinga Erdélyi védőrendszerek a XV-XVIII. században című könyvében leírja, hogy
...a  székelyföldön harcoló dévai kuruc kapitány Csiki András és katonái ellen Háromszékre kiküldött brassai rácok megijedvén az uzoni templomba menekültek, amelynek bár kőkerítése azelőtt régen hosszan egy darabig leomlott vala, azon a törésen beszaladának,  és a templomból székeket hordván ki, a törést hamar becsinálák, (...) s ki kezdenek puskázni a kurucokra...
A támadások okozta károkat, rombolásokat csak egy évtized múlva javították ki. 1710-ben a Rákóczi-szabadságharc befejezése után, kezdtek hozzá a templom helyreállításához.
Az 1738-as földrengés a tornyot megrongálta, de kevéssel utána megjavították. 1802-ben egy újabb földrengés sújtotta a templomot és a tornyot, amelynek következtében az épület veszélyessé vált. 1806-ban a középkori eredetű tornyot, majd 1819-ben a templomot bontották le. Az új templom 1829-re készült el, a mai harangtornyot csak 1842-re sikerült felépíteni.
Az erődítményt az 1802-es földrengés után megközelítőleg 1-2 méterrel visszabontották. 1901-ben a megmaradt falakat is lebontották, így az utolsó középkori elemétől is megfosztották az épületegyüttest.  A munkálatok során megtalálták a reformációt követően lebontott sekrestye alapfalait.
A templomvár történetével Kőváry László és Orbán Balázs foglalkozott, építéstörténetét  Kónya Adám ismertette.

## Leírása
A 19. század elején épült templom nagyrészt a korábbi, gótikus templom alaprajzát követi. A középkori átépítés idejére tehető az egykori kaputorony és a várfalak építése is.
A korabeli felvételek alapján a torony a templomtól külön, nyugatra épült, hangablakos felső részét hagymasisak fedte. A romladozó falak lőréses felső része hiányzott, süllyesztett szuroköntői azonban még megvoltak. A sepsiszentgyörgyi Székely Nemzeti Múzeum gyűjteményében található fényképet Gere István készítette kevéssel a várfalak lebontása előtt, 1898-ban.
Cserei Mihály krónikája szerint a templom udvara terjedelmes lehetett, mivel ott nemcsak a lakosság, de rajtuk kívül még másfélszáz ló és lovas is hosszabb ideig tartózkodhatott.
Az egykori, terméskőből felrakott magas,  a templomfedél csúcsáig felérő védőfalról Orbán Balázs az alábbiakat jegyezte fel:
...Az ostromot látott ódon falak köridomú 250 lépés kiterjedésben körítik a templomot, s még most is 5-6 öl magasságban állanak...
A műemléktemplom különálló tornya a régi kaputorony helyén épült. A mai templom nem nagyon őriz egyetlen középkori stílusjegyet sem, csupán a sokszögzáródású szentély keleti része utal az egykori szentély alaprajzára.
A templom értékes tárgyai közé tartozik az 1853-ban készült ónkanna, valamint a kelyhek. Berendezéséből kiemelkedő még a kilenc regiszteres orgona. Tornyában két harang "lakik".

## Külső hivatkozások
- Uzon község honlapja